# 1631 Kopff
1631 Kopff (1936 UC) là một tiểu hành tinh vành đai chính được phát hiện ngày 11 tháng 10 năm 1936 bởi Y. Vaisala ở Turku. Tiểu hành tinh named in memory thuộc August Kopff.